# トレイ・マクブライド
トレイ・マクブライド（Trey McBride, 1999年11月22日 - ）は、アメリカ合衆国コロラド州グリーリー出身のプロアメリカンフットボール選手。NFLのアリゾナ・カージナルスに所属している。ポジションはタイトエンド。

## 経歴

### カレッジ
コロラド州立大学に進学し、1年目の2018年シーズンは7レシーブ、89レシーブ獲得ヤード、1つのレシービングTDを獲得した。学業面でも優秀な成績を収め、アカデミック・オールマウンテン・ウェスト、アカデミック・オールコロラドのファーストチームに指名された選出された。
2019年シーズンは45レシーブ、560レシーブ獲得ヤード、4つのレシービングTDを記録し、オールマウンテン・ウェスト・カンファレンスのファーストチームに選出された。2019年11月29日のボイシ州立大学戦では101レシーブ獲得ヤードを記録した。
2020年シーズン開幕前には転校を考えていたが、最終的には残留した。新型コロナウイルスの影響でシーズンが4試合に短縮された中で全試合に出場し、22レシーブ、330レシーブ獲得ヤード、4つのレシービングTDを記録し、オールマウンテンウェストセカンドチーム、プロフットボール・フォーカスのオールアメリカン栄誉言及チームに選出された。レシーブ獲得ヤードではチーム1位だった。
2021年シーズン、サウスダコタ州立大学との開幕戦で13レシーブ、116レシーブ獲得ヤードを記録し、プロフットボール・フォーカスの週間最優秀チームに選出された。 第3週の9レシーブ、109レシーブ獲得ヤードを記録し、シニアボウルの週間最優秀攻撃選手に選出された。 2021年10月16日のニューメキシコ大学戦で7レシーブ、135レシーブ獲得ヤードを記録した。 11月6日のワイオミング大学戦で9レシーブ、98レシーブ獲得ヤードを記録し、コロラド州州立大学のタイトエンドによる通算レシーブ獲得ヤード記録を更新した。シーズン全体で90レシーブ、1,121レシーブ獲得ヤード、1つのレシービングTDを記録し、カレッジで最も優れたタイトエンドに贈られるジョン・マッキー賞を受賞。オールアメリカンファーストチームに選出された。
大学通算で157レシーブ、2,011レシーブ獲得ヤードを記録した。

### アリゾナ・カージナルス
| 6 ft 3+5⁄8 in (192 cm)              | 246 lb (112 kg) | 32+1⁄2 in (83 cm) | 10+1⁄8 in (26 cm) | 4.56 s | 1.60 s | 2.61 s | 33.0 in (84 cm) | 9 ft 9 in (2.97 m) | 18 回 |
| All values from NFL Combine/Pro Day |                 |                   |                   |        |        |        |                 |                    |       |

2022年のNFLドラフトにて全体55位でアリゾナ・カージナルスから指名され、その後ルーキー契約を結んだ。
2022年シーズン、ラスベガス・レイダースとのシーズン最終戦でキャリア初となるレシービングTDを記録した。シーズン全体では29レシーブ、265レシーブ獲得ヤード、1つのレシービングTDを記録した。
2023年シーズン、第10週のアトランタ・ファルコンズ戦で131レシーブ獲得ヤードを記録。カージナルスのタイトエンドが1試合に100レシーブ獲得ヤード以上を記録したのは1989年以来だった。
2024年シーズンは16試合に先発出場して、111レシーブ、1,146レシーブ獲得ヤード、2つのレシービングTDを記録し、自身初のプロボウルに選出された。
2025年4月3日、タイトエンド史上最高額となる、2029年シーズンまでの4年総額7,600万ドルの契約延長にカージナルスと合意した。

## 家族
母が同性結婚しており、2人の母に育てられた。2人の兄（双子）と1人の妹がいる。